# Anthony Valencia
Anthony Lenín Valencia Bajaña (Guayaquil, 21 luglio 2003) è un calciatore ecuadoriano, attaccante dell'Anversa.

## Carriera
È cresciuto nelle giovanili dell'Independiente del Valle.
Nel giugno del 2022 viene acquistato dalla squadra belga dell'Anversa.

## Statistiche

### Presenze e reti nei club
Statistiche aggiornate al 4 ottobre 2023.
| Stagione        | Squadra                 | Campionato      | Campionato | Campionato | Coppe nazionali | Coppe nazionali | Coppe nazionali | Coppe continentali | Coppe continentali | Coppe continentali | Altre coppe | Altre coppe | Altre coppe | Totale | Totale | Totale |
| Stagione        | Squadra                 | Comp            | Pres       | Reti       | Comp            | Pres            | Reti            | Comp               | Pres               | Reti               | Comp        | Pres        | Reti        | Pres   | Reti   |        |
| --------------- | ----------------------- | --------------- | ---------- | ---------- | --------------- | --------------- | --------------- | ------------------ | ------------------ | ------------------ | ----------- | ----------- | ----------- | ------ | ------ | ------ |
| 2020            | Indep. Juniors          | B               | 10         | 2          |                 | -               | -               |                    | -                  | -                  |             | -           | -           | 10     | 2      |        |
| 2021            | Indep. Juniors          | B               | 18         | 3          |                 | -               | -               |                    | -                  | -                  |             | -           | -           | 18     | 3      |        |
| 2022            | Independiente del Valle | A               | 2          | 0          |                 | -               | -               | CL+CS              | 1+0                | 0                  |             | -           | -           | 3      | 0      |        |
| 2022-2023       | Young Reds Antwerp      | 3D              | 1          | 0          |                 | -               | -               |                    | -                  | -                  |             | -           | -           | 1      | 0      |        |
| 2022-2023       | Anversa                 | PL              | 10         | 1          | CB              | 1               | 0               | UECL               | 3                  | 0                  |             | -           | -           | 14     | 1      |        |
| 2023-2024       | Anversa                 | PL              | 7          | 0          | CB              | 0               | 0               | UCL                | 2                  | 0                  |             | -           | -           | 9      | 0      |        |
| Totale carriera | Totale carriera         | Totale carriera | 48         | 6          |                 | 1               | 0               |                    | 6                  | 0                  |             |             |             | 55     | 6      |        |

## Palmarès

### Competizioni nazionali
- Coppa del Belgio: 1

Anversa: 2022-2023
- Campionato belga: 1

Anversa: 2022-2023
- Supercoppa del Belgio: 1

Anversa: 2023